# Canal Ceibal
El Canal Ceibal, fue una señal emitida en Uruguay, desde el 2 de noviembre de 2009 hasta el año 2013.

## Historia
En el marco del Plan Ceibal, iniciativa de la República Oriental del Uruguay, de dar "una computadora portátil a cada niño y maestro del país", el Aula Ceibal se traslada a un canal de televisión y las niñas y niños desarrollan la clase junto a sus XO, con sus maestras y maestros.

## Horarios
Eran dos las franjas horarias en las que se emitía Canal Ceibal; de mañana de 10:00 a 12:00 horas y en la tarde de 19:00 a 21:00 horas. 

## Disponibilidad
Inicialmente se pudo ver ésta señal en los canales de eventos de Montecable y Nuevo Siglo, los 101 canales de cable del interior afiliados a CUTA, y un bloque de programación diario en  Canal 5.